# هيديا تاناكا
هيديا تاناكا (باليابانية: 田中 秀哉) (25 يونيو 1986 في أوكاياما في اليابان – )؛ هو لاعب كرة قدم سابق كان يلعب كمدافع.

## وصلات خارجية
- هيديا تاناكا على موقع قاعدة بيانات كرة القدم.إي يو (الإنجليزية)
- هيديا تاناكا على موقع Soccerway.com (الإنجليزية)
- هيديا تاناكا على موقع عالم كرة القدم.نت (الإنجليزية)